# 뤼카 카라바티치
뤼카 카라바티치(프랑스어: Luka Karabatic, 1988년 4월 19일~)는 프랑스의 핸드볼 선수로 포지션은 피벗이다. 현재 LNH 디비지옹 1의 파리 생제르맹 소속으로 활동하고 있다. 
프랑스 국가대표팀의 일원으로 국제 대회에서 활동하고 있으며 2016년 하계 올림픽에서 은메달, 2020년 하계 올림픽에서 금메달을 획득했다. 
형인 니콜라도 핸드볼 선수이다.